# Pello Reparaz
Pello Reparaz Escala (Arbizu, Navarra, 22 de abril de 1990) es un músico, compositor y productor navarro que desarrolla su carrera principalmente en euskera. A los 16 años creó el grupo Vendetta y desde los 29 años se encuentra inmerso en su nuevo proyecto, Zetak. Estudió magisterio en la Universidad Pública de Navarra y ha sido profesor en la escuela de música de Berriozar, en el colegio público Ezkaba en Ansoain, así como en el colegio público de Etxarri.

## Trayectoria musical

### Vendetta (2007-2018)
Vendetta fue un grupo musical de ska y punk activo durante más de diez años y con gran éxito en País Vasco y Navarra. El grupo estaba integrado por Rubén Antón, Enrikko Vibrato, Javier Etxeberria, Luisillo Kalandraka y el propio Pello Reparaz.
Editaron cinco álbumes: Vendetta (Gor, 2009),  Puro infierno (Baga Biga 2011),  Fuimos, somos y seremos - Atzo, gaur eta bihar (Baga Biga, 2012),  13 balas (Baga Biga, 2014)  y Bother (Baga Biga, 2016).

### Zetak (2019-actualidad)
Es un grupo de música vasca pop-electrónica fundado en 2019, creado tras la disolución de Vendetta en 2018.Cuenta con cuatro integrantes: Pello Reparaz, cantante; Leire Colomo, percusión; Iban Larreburu, batería; y Gorka Pastor, sintetizador.

#### Zetak (2019)
El primer disco, Zetak, estaba formado por diez canciones, como Errepidean (primera canción publicada). El disco tuvo más de un millón de reproducciones en YouTube y Spotify.

#### Zeinen ederra izango den (2020)
El segundo disco salió en diciembre de 2020 y tuvo como nombre Zeinen ederra izango den (Qué bonito será), al igual que la canción principal, la cual vio la luz en abril del mismo año. La canción principal se lanzó en 2020 durante la pandemia de COVID-19 y el videoclip estaba formado por vídeos y fotos enviadas por los seguidores del grupo, donde se recreaban momentos de felicidad. El videoclip tuvo un gran éxito, superando los dos millones de visitas. En el disco también se incluye la canción Hegan, una colaboración con Gaztea por su 30º aniversario y publicada el 3 de julio de 2020. Ha recibido más de 300.000 visitas desde su lanzamiento. La canción Hitzeman, publicada el 16 de noviembre de 2020, fue realizada junto al grupo catalán Oques Grasses, y cantada en catalán y euskera.  Por último, la canción Akelerratan fue publicada el 3 de diciembre de 2020 y ha obtenido más de 200.000 visitas.

#### Itzulera (single) (2022)
Tras dos años en situación de pandemia, el año de 2022 se consideró el año del regreso (en euskera, Itzulera). Éste fue el lema del festival Herri Urrats de aquel año, para el cual Zetak produjo una canción junto a Erramun Martikorena.   La canción supone un cambio de estilo y el vídeoclip estuvo dirigido por el propio Pello Reparaz, junto a Iratze Reparaz, e integraron la txalaparta y la coreografía del grupo de baile Oskara.

#### Aaztiyen (2023)
En diciembre de 2023, Zetak publica su tercer álbum de estudio, titulado Aaztiyen, una palabra que en euskera de Arbizu (localidad natal de Reparaz) significa hace poco. El disco mezcla música tradicional y la mitología vasca con música electrónica. Se incluyen colaboraciones con el grupo vasco Neomak, las catalanas Marala y las gallegas Fillas de Cassandra.El 11 de diciembre de 2023 anunciaron una nueva gira entre febrero y mayo de 2024 con actuaciones en Pamplona, Astigarraga, Biárriz, Vitoria, Madrid, Valencia y Barcelona. Las entradas se agotaron para las cuatro localidades de País Vasco y Navarra en apenas 24 horas.

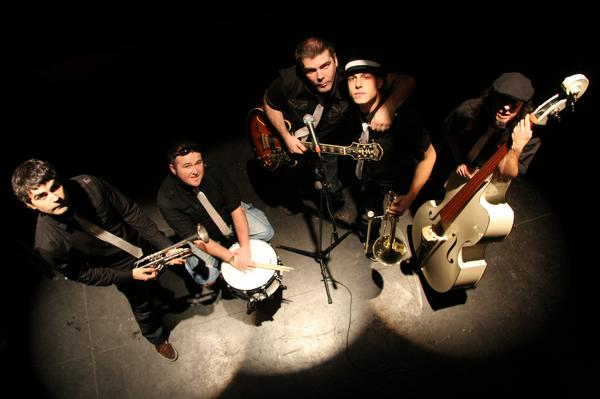
Vendetta (2009)
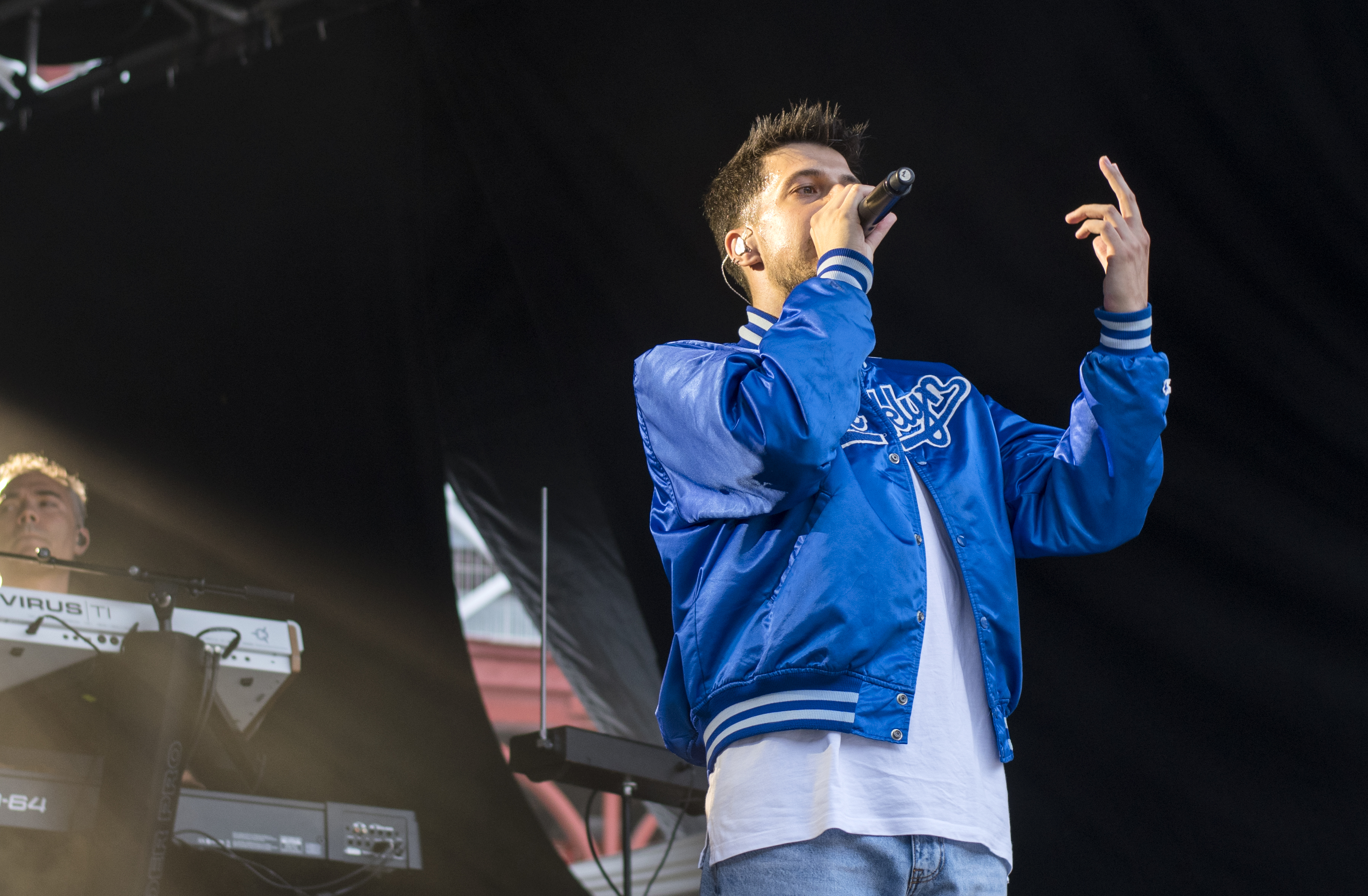
Pello Reparaz (Zetak)
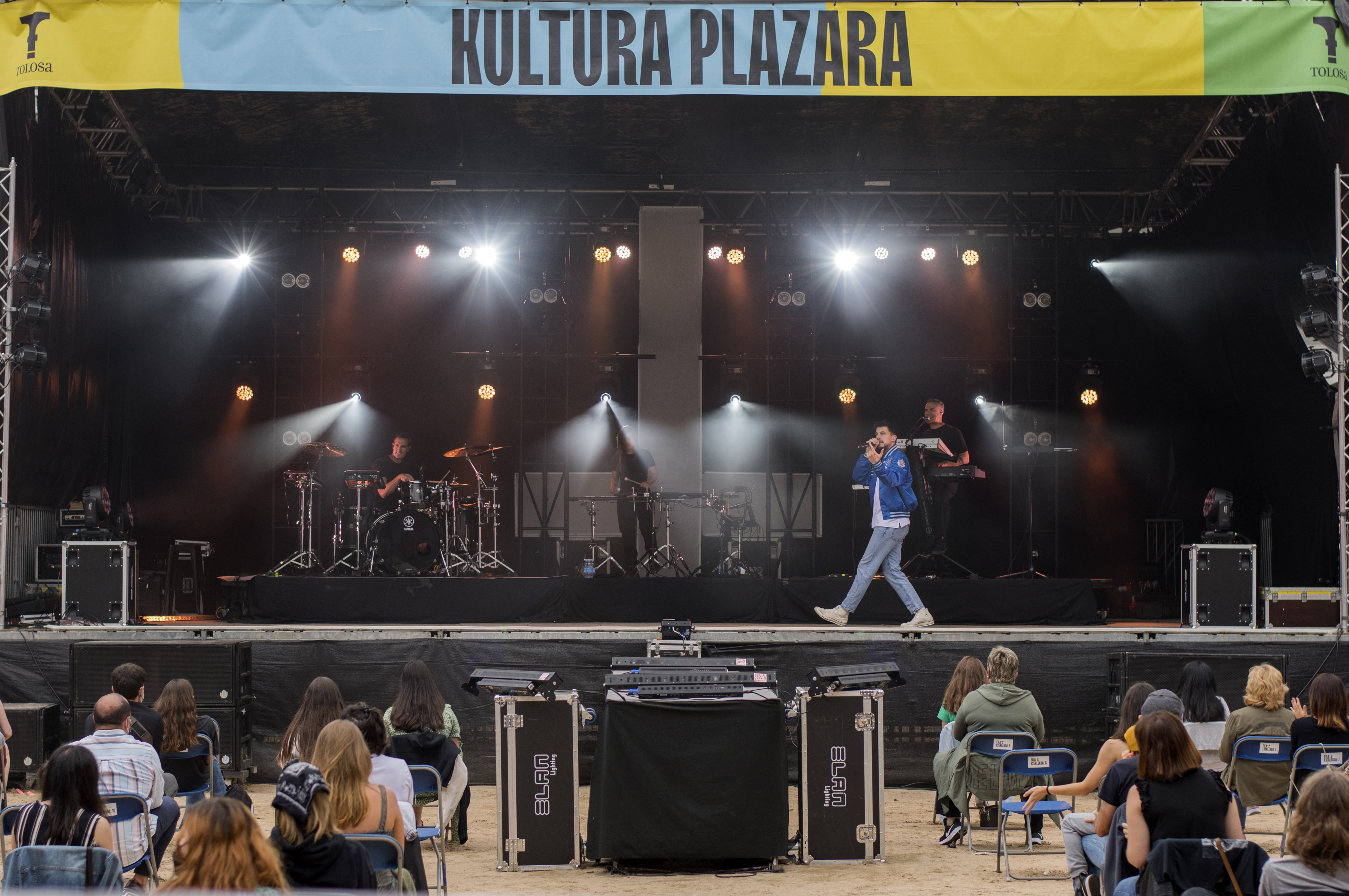
Zetak

## Televisión

### Euskalonski (2018-2019)
Entre 2018 y 2019 presentó el programa de televisión Euskalonski en ETB1, donde visitó a distintas personalidades vascas que vivían alrededor del mundo. 

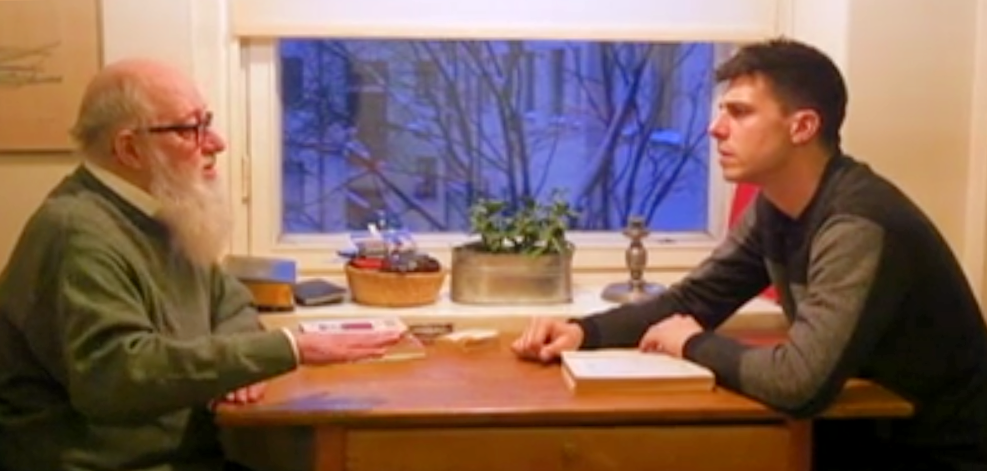
El lingüista finlandés Timo Riiho y Pello Reparaz en el programa de televisión Euskalonski de ETB1 (24-09-2019)